# Tobaddung
Tobaddung is een bestuurslaag in het regentschap Bangkalan van de provincie Oost-Java, Indonesië. Tobaddung telt 1317 inwoners (volkstelling 2010).